# Silas Malafaia
Silas Malafaia (né le 14 septembre 1958 à Rio de Janeiro) est un écrivain, télévangéliste et pasteur pentecôtiste brésilien, dirigeant des Assemblées de Dieu Victoire en Christ (pt)

## Biographie
Silas Malafaia naît le 14 septembre 1958 à Rio de Janeiro. Il obtient un diplôme en théologie de l'Institut pentecôtiste biblique et un diplôme en psychologie de l’université Gama Filho à Rio de Janeiro.

### Ministère
En 2010, il devient président des Assemblées de Dieu Victoire en Christ (pt).
Il a écrit plusieurs livres, notamment Comment vaincre les stratégies de Satan et Leçons d'un gagnant.
Il a fondé des émissions télévisées comme La Victoire du Christ.
Il est très populaire sur les réseaux sociaux.

### Positions sociales et politiques
Il est opposé au féminisme, au mariage homosexuel et à l'avortement.
Silas Malafaia est un partisan de Jair Bolsonaro. Il célèbre son mariage avec Michelle Reinaldo en 2013. Il a contribué à sa victoire lors de l'élection présidentielle de 2018.
Malgré la pandémie de Covid-19 au Brésil en 2020, il rejette les mesures de distanciation sociale et la suspension des rassemblements religieux : « Nous croyons que Dieu a le contrôle de toute chose. Nous croyons au pouvoir de la prière. C’est notre arme ! ».

### Vie privée
D'après le magazine Forbes, en 2013, sa fortune était estimée à plus de 150 millions de dollars américains.